# Paul Natali
Pour les articles homonymes, voir Natali.
 (mai 2025).
 (mai 2025).
Paul Natali, né le 13 novembre 1933 à Saint-Geniès-de-Malgoirès et originaire d'Omessa en Haute-Corse, mort le 31 mars 2020 à Bastia, est un homme politique français.

## Biographie
Grand chef d'entreprise insulaire, Paul Natali fut président de la CCI de la Haute-Corse. Il est également Président du Sporting Etoile Club de Bastia de 1973 à 1980 souhaitant donner à la Corse une très grande équipe de football. Comme en politique ou en économie, il avait fait du Sporting une machine bien huilée et savamment orchestrée en recrutant des stars mondiales comme Džajić ou Johnny Rep, Rijsbergen, Larios, Lacuesta, Krimau… De quoi faire rêver toutes les générations ! Ainsi, rien ne prédestinait le Sporting Etoile Club de Bastia (SECB) à se hisser en finale de la Coupe UEFA durant la saison 1977-1978.   
En 1985, il est élu Président de la Chambre de Commerce et d'Industrie de la Haute-Corse. Son objectif est de faire de l’institut consulaire, un outil d’accompagnement des politiques publiques au service de l’économie de l’île. Dans un livre hommage pour fêter les 150 ans de la Chambre de Commerce et d’Industrie qu’il fera éditer en 1993, il exprimera à la fois son sens politique, son sens économique, son attachement à l’humain, à l’identité et aux racines : « Lors de la dernière guerre, nous avons perdu dans le bombardement, un siècle d’activité de notre Chambre de Commerce et d’Industrie… L’objectif était de retracer l’histoire consulaire au travers des événements même tragiques que nous avons vécus et de démontrer le rôle éminent que la CCI a joué auprès des pouvoirs publics comme étant la représentante compétente sur le terrain en matière économique mais aussi culturelle et sociale. Ce rôle lui est encore dévolu aujourd’hui. C’est dire l’importance que revêt l’économie dans la vie et la survie d’un pays. »
Fort de cette approche, il définira une véritable politique pour la CCI, basée sur des valeurs : « Il y a les valeurs, c’est-à-dire la philosophie propre de l’institution et ensuite les finalités, c’est-à-dire les missions qu’elle s’est données, et enfin, des choix d’actions qu’elle conduit ou va conduire. La philosophie de la Chambre repose sur le libéralisme économique : la libre circulation des idées, des hommes, des biens et des capitaux ; la liberté d’entreprendre et la sanction du marché ; le « moins d’Etat », l’Etat garant des grands équilibres et non gérant l’initiative privée, fixant les règles du jeu et assurant l’égalité des chances pour tous. Et sur le développement : à savoir anticiper les mutations économiques, scientifiques, sociales et culturelles qui bouleverseraient le paysage des régions : prévoir et mettre en œuvre les moyens d’intégrer la Haute-Corse dans la course à la croissance ; faire contribuer la Haute-Corse au progrès économique, scientifique, technique et socio-culturel. »   

Sous la conduite de Paul Natali, la CCI entame une véritable structuration et une consolidation de sa situation financière : « Il s’agissait notamment de relever les taxes des ports et des aéroports, de renégocier les emprunts, d’obtenir le concours de la région pour ces emprunts, de lancer des programmes européens. » L’autre action est de lancer une rénovation en profondeur des concessions portuaires et aéroportuaires : « Avant son arrivée à la CCI en 1986, le Port de Bastia était une poubelle ! » indique un de ses anciens collaborateurs… « Il était ouvert à tous les vents, tout était sale. La première action a été de nettoyer en profondeur le port et de le fermer. Il y avait aussi des silos de ciment vétustes qui polluaient le quartier de Toga. Toute la population de Toga est venue remercier le Président car il avait entrepris d’ériger des silos dignes de ce nom. Il y avait sur les docks, des installations très anciennes. Paul Natali avait décidé de lancer un grand programme d’aménagement en gagnant du terrain sur la mer pour y créer des parkings. »
L’autre grand dossier est celui de la formation. il compte développer cet aspect primordial. Pour lui, il s’agit de donner à la jeunesse insulaire les moyens de se former en Corse, de disposer d’un enseignement qualifiant pour trouver ensuite un emploi sur place ou ailleurs… La formation répondait aussi aux besoins de développement du tissu entrepreneurial. Entièrement financée par l’Union Européenne, la construction de l’Institut Méditerranéen de Formation, à Borgo, en 1990, matérialisera cet engagement. Durant quatorze années, il s’efforça de conduire une politique d’investissements à travers de grands travaux et de grands projets pour doper l’économie insulaire. C’est l’ère glorieuse d’une CCI dont l’état d’esprit est entièrement orienté vers l’action : « C’était au-delà de notre président, un très grand manager. Il nous avait inculqué une véritable culture d’entreprise. Nous ne comptions pas nos heures, c’était une période hyper dynamique ! » note une de ses collaboratrices. En dépit des crises sociales de 1989 et de 1995, la CCI assure le sauvetage et le redressement des entreprises grâce aux grands travaux au port de commerce de Bastia et à l’aéroport de Poretta, à l’extension du palais consulaire, la création de la Foire de Bastia, la création de l’Institut méditerranéen de formation à Borgo et des zones d’activités de Purettone et de Tragone au sud de Bastia.
L'instauraiton de la Zone Franche
L'économie Corse lui doit également l'instauration de la Zone France comme l'indique Henri Apicella, ancien cadre à la CCI : "J’en parle aisément puisque j’ai eu l’honneur de faire partie des techniciens qui procédaient aux discussions avec les tirailleurs de Bercy. Sans le soutien de Paul Natali, de Gilbert Casanova et de Charles Pasqua, nous n’aurions jamais pu obtenir cette mesure qui a été si bénéfique pour l’économie insulaire. La Zone Franche avait permis aux entreprises de se sauver et de se sortir d’une situation dramatique avec des grèves à répétition, une paralysie générale de nos transports, une véritable incurie face à laquelle les chefs d’entreprise n’avaient aucune prise.»
Le Plan de Développement Régional de 1993
Ministre de l’Intérieur et des Collectivités Locales dans le gouvernement d’Edouard Balladur, Charles Pasqua soumet une nouvelle tentative de relance économique en Corse avec le Plan de Développement Régional, institué le 1er octobre 1993 et élaboré par le Conseil Exécutif de Corse. En tant qu’outil de développement économique, la CCI de la Haute-Corse a participé aux grandes lignes de ce Plan. L’objectif de ce PDR qui doit se poursuivre dans les 15 années à venir est le développement de la Corse au travers d’une valorisation des ressources humaines et naturelles de l’île. Pour ce faire, tous les secteurs d’activité, et pas seulement le tourisme même si celui-ci a un poids particulier, doivent participer. La Corse doit s’intégrer à l’Europe en construction et ne plus se contenter de solutions sectorielles.  Le plan s’articulait autour de quatre grands axes : En premier point, les transports, les équipements et l’aménagement en infrastructures  et la diversification équilibrée des liaisons maritimes et aériennes afin de rechercher une baisse du coût des transports vers l’extérieur. Le second volet tournait autour du tourisme, de l’industrie, de l’artisanat, des services, des activités nouvelles, de l’agriculture et de la forêt. Troisième fonction, l’environnement et l’aménagement du territoire. Enfin, le quatrième axe concernait la formation, l’éducation, l’enseignement supérieur et la recherche, la culture, les sports, les activités sanitaires et sociales. A l’époque, le Président Natali considère qu’il s’agit d’un « bon document » mais que ces orientations demeuraient trop générales. Il est l’un des premiers élus de l’île à mettre en avant la nature du problème insulaire qui est d’abord fiscale : « Il conviendrait sans préjuger des négociations à conduire en cette matière de se fixer un délai maximum – qui ne devrait pas aller au-delà du 31 décembre 1994 – de disposer d’un texte adapté aux besoins de l’île, dérogatoire au droit national et au droit communautaire. » Le principe du statut fiscal était posé !

Des initiatives multiples pour redresser l’économie insulaire
Quand on lui demandait, en fonction des périodes, la manière à employer pour sortir d’une crise économique et sociale, Paul Natali aimait répondre : « La crise ? En Corse, on est en crise permanente ! » Une façon de dire que sur ce territoire, les choses ne se passaient jamais bien. Fataliste dans le propos, il savait pourtant se montrer d’un pragmatisme absolu pour remédier à la situation. Sous sa férule, la CCI de la Haute-Corse multiplia les initiatives, les projets, les programmes. Ce fut le cas avec la création des parcs d’activités de Purettone et de Tragone à la fin des années 80. L’objectif était de réindustrialiser la Corse en permettant aux entreprises d’accéder, dans un premier temps, au foncier. Au sud de Bastia, la plaine dispose d’importantes surfaces de nature agricole. Il tient lieu d’aménager ces espaces qui seront le fer de lance d’une industrialisation abandonnée entre la Première et la Seconde Guerre Mondiale. Grâce à sa perspicacité, ces terrains de Purettone et de Tragone vont partir comme des petits pains : « Le Président Natali nous avait demandé de travailler avec les services de l’Etat pour définir un programme permettant aux chefs d’entreprise d’acquérir des lots viabilisés à des prix défiant toute concurrence. Nous avions réussi, via des subventions d’Etat et de l’Europe, à mettre en œuvre une politique tarifaire préférentielle. 35 francs (6 euros) le mètre carré pour les activités relevant de la production et 60 francs pour les activités de service. C’était cadeau pour les chefs d’entreprises. Nous répondions ainsi à une forte attente des créateurs d’entreprises qui n’avaient pas les moyens à la fois d’acheter du foncier et de faire tourner leurs sociétés. » indique Henri Apicella.  
Agir, moderniser, professionnaliser ! Le fameux triptyque permettra de structurer l’économie insulaire durant les quatorze années passées à la tête de la chambre consulaire. Il en sera ainsi pour la multitude d’actions qui seront menées, toutes auront pour enjeu de se positionner sous l’angle de la transversalité. Paul Natali avait une vision d’une économie circulaire et locale tout en ouvrant la Corse sur de nouveaux horizons comme l’Europe, la PACA, la Ligurie et la Toscane. Dès le début des années 90, il conçoit l’organisation des premières assises du commerce et du tourisme qui se dérouleront à Taglio-Isolaccio. La parole sera donnée à l’ensemble des socio-professionnels du département, leurs réflexions serviront à l’élaboration d’un livre blanc, véritable plan de développement économique et social. L’événement bénéficiera du soutien de l’Assemblée Nationale des CCI de France et sera parrainé par le célèbre journaliste économique, Emmanuel de la Taille, reconnu comme l’un des plus grands spécialistes de la construction européenne. Le général De Gaulle dira d’ailleurs de lui : « Au moins, il connaît ce dont il parle et on comprend ce qu'il en dit. » Ayant lieu avant la mise en œuvre du statut particulier de la Corse de 1992, les assises feront valoir l’influence acquise tout au long des dernières années par les socio-professionnels au niveau politique. Le Livre blanc du commerce et du tourisme insulaires servira à définir un cap, à tracer un horizon empli de perspectives en abordant notamment la principale des problématiques, celle des transports. Toujours en 1991, la CCI de la Haute-Corse déclenche un vaste plan d’aménagement de l’ordre de 278 millions de francs soit plus de 42 millions euros aujourd’hui. Il s’agissait d’un programme d’équipement pour préparer la Corse au passage à l’an 2000. L’effort financier fut notamment important pour le volet infrastructures portuaires et aéroportuaires. Le volume d’investissements prévoyait une répartition basée comme suit : Assemblée de Corse (58 millions de francs), Communauté Européenne (43 millions de francs), Conseil Général de la Haute-Corse (5 millions de francs), la Chambre de Commerce apportant, de son côté, un autofinancement de 152 millions de francs. Les travaux concerneraient le port de commerce de Bastia à hauteur de 124 millions d’euros afin d’améliorer l’accueil et la rapidité d’accostage comme la réalisation des terminaux actuels et la création d’un huitième poste à quai. 90 millions de francs seraient investis pour l’aéroport de Bastia-Poretta, 42 millions de francs pour l’aéroport de Calvi-Sainte Catherine et enfin 22 millions de francs pour le port de commerce de L’Ile-Rousse. 
L’aménageur du bassin de vie de la Marana

Son caractère le conduisit à avoir toujours plusieurs coups d’avance sur les autres. C’est dans cet état d’esprit bouillonnant qu’il entama son année 1988. Un an avant les municipales de Bastia, il sortira vainqueur de l’élection du canton de Borgo qui regroupait à l’époque, les communes de Biguglia, Lucciana, Borgo et Vignale. Dans la foulée, il est élu Président du SIVOM de la Marana, créé en 1949 et rassemblant les communes de Biguglia, Borgo, Furiani, Lucciana, Monte, Olmo et Vignale ayant mutualisé leurs moyens pour assumer les compétences en Eau et en Assainissement. Cet outil d’aménagement du territoire s’est révélé indispensable pour l'attractivité économique. 

Les accords de Castirla et l’accession à la présidence du Conseil Général
En 1992, la gauche détient le pouvoir départemental depuis la mise en œuvre de la bi départementalisation de 1976. C’est François Giacobbi qui assure la présidence du Conseil Général de la Haute-Corse depuis ses origines. En 1988, une nouvelle génération d’élus de droite rassemblée sous la bannière de Paul Natali commence à obtenir des succès électoraux précieux. Certains cantons basculent de gauche à droite permettant ainsi en 1988 de rééquilibrer un peu les forces. L’année 1992 sera déterminante pour la droite insulaire. En mars, les premières élections territoriales issues du statut Joxe se dérouleront en même temps que les élections cantonales. Toujours divisée, la droite doit partir à l’élection territoriale dispersée en plusieurs listes dont celles de Jean-Paul de Rocca Serra en binôme avec Jean Baggioni et celle de Paul Natali. Une présence nécessaire qui était le seul moyen d’empêcher une certaine tradition politique voyant la Corse être partagée entre Jean-Paul de Rocca Serra au sud et François Giacobbi au nord. Paul Natali remettait indiscutablement en question ce "tango insulaire". Le 31 mars 1992, la petite commune de Castirla deviendra le cadre de la nouvelle organisation institutionnelle et publique de l’île. Les accords de Castirla sont ratifiés en l’espace de quelques heures au sein de l’établissement « Chez Jacqueline ». En contrepartie de la garantie de vote des cinq élus du groupe Natali à la région en faveur de Jean Baggioni à la présidence de l’Exécutif, les conseillers généraux de la famille libérale s’engagent à soutenir la candidature de Paul Natali à la présidence du Conseil Général. 
1992-1998 : Le Président du Conseil Général de la Haute-Corse
Libéral et gestionnaire, pour Paul Natali, faire reposer sur les impôts l’atténuation du chômage de masse n’était pas une saine politique publique. L’enjeu était au contraire que la force publique se donne les moyens de lever des investissements afin d’organiser l’économie. Durant ses six années à la tête de l’institution départementale, il érigera en priorité le soutien au monde rural via la réalisation d’un grand programme de réfection, de rénovation et de création des routes. Améliorer l’accès, fluidifier la circulation, créer la mobilité, l’idée était de connecter tous les territoires de la Haute-Corse, de lier le littoral à la montagne. La richesse produite dans les stations balnéaires et touristiques devait se répartir et inonder le monde rural. Les programmes sont lancés, les initiatives se multiplient. De ses plus visibles mesures, il y a ce pari architectural que représente la « Coupole ». Siégeant dans les locaux de la Préfecture de la Haute-Corse, Paul Natali entrepris dès son arrivée la construction de l’hôtel du département. L’architecte du projet est Franck Beaucé, un des plus grands architectes en France qui réalisa notamment de nombreux édifices et travailla pour la Principauté de Monaco. L’esthétisme fut de rigueur, le beau et de la longévité sont les critères retenus. Encore aujourd’hui, alors qu’il est devenu le siège de la Chambre des Territoires et un bâtiment annexe de la Collectivité de Corse, il est souvent cité en exergue pour la qualité de son infrastructure. Pour bon nombre d’élus, la salle des délibérations est certainement la plus belle et la plus fonctionnelle existante à ce jour en Corse.  La « Coupole » a son cachet et s’est ancrée en peu de temps dans l’imaginaire des bastiaises et des bastiais. 
Il sera ensuite élu sénateur de la Haute-Corse de 1998 à 2005.
En décembre 2003, il est condamné par la cour d'appel de Bastia à 2 ans d'inéligibilité et 20 000 euros d'amende pour prise illégale d'intérêt et usage de faux. Cela le contraint à démissionner de ses mandats en 2005.
Il meurt le 31 mars 2020, à l'âge de 86 ans à la clinique Maymard de Bastia, des suites d'une longue maladie.

## Détail des fonctions et des mandats
- 1988 - 1994 : conseiller général du canton de Borgo
- 1994 - 2001 : conseiller général du canton de Borgo
- 2001 - 2005 : conseiller général du canton de Borgo

Mandat parlementaire
- 27 septembre 1998 - 19 mars 2005 : Sénateur de la Haute-Corse